# Национальная конфедерация рабочих Сенегала
Национальная Конфедерация рабочих Сенегала (фр. Confédération Nationale des Travailleurs du Sénégal, CNTS) — национальное объединение рабочих Сенегала.
Конфедерация основана в 1969 году. Длительное время её возглавлял социалист Мадия Диоп. Ныне в Конфедерацию входит 60 тыс. членов. Центральный офис Конфедерации расположен в Дакаре, Сенегал.
Конфедерация является членом Международной конфедерации профсоюзов (International Trade Union Confederation).